# Lema do Incentro-Exincentro
Em geometria, o lema do incentro-exincentro é o teorema de que o segmento de reta entre o incentro e qualquer exincentro de um triângulo, ou entre dois exincentros, é o diâmetro de uma circunferência (uma circunferência incentro-exincentro ou exincentro-exincentro) que passa por dois vértices do triângulo e que tem centro sobre a circunferência circunscrita. Este teorema é mais conhecido na Rússia, onde é chamado de teorema do trillium (теорема трилистника) ou lema do tridente (лемма о трезубце), baseado na semelhança da figura geométrica com uma flor de trillium ou com um tridente.
Essas relações derivam do fato do incentro e os exincentros de qualquer triângulo formarem um sistema ortocêntrico cujo círculo de nove pontos é o círculo circunscrito do triângulo original. O teorema é útil para resolver problemas competitivos de geometria euclidiana, e pode ser usado para reconstruir um triângulo a partir de um vértice, o incentro e o circuncentro.

## Enunciado

Lema incentro-exincentro com incentro I e exincentro E

Seja ABC um triângulo qualquer. Seja I o seu incentro e seja D o ponto onde a reta BI (a bissetriz interna de ∠ABC) cruza a circunferência circunscrita a ABC. Então, o teorema afirma que D é equidistante de A, C e de I (isto é, dista o mesmo até esses três pontos). Equivalentemente:
- A circunferência que passa por A, C e I tem centro em D. Em particular, isto implica que o centro desta circunferência fica sobre o círculo circunscrito.[7][8]
- Os três triângulos AID, CID e ACD são isósceles, tendo D como vértice comum aos lados de mesmo comprimento.

Um quarto ponto E, o exincentro de ABC com relação a B, também está à mesma distância de D, diametralmente oposto a I.

## Demonstração
Pelo teorema do ângulo inscrito, {\displaystyle \angle IBA=\angle DCA,\ \angle IBC=\angle DAC.}
Já que {\displaystyle BI} é uma bissetriz interna, {\displaystyle \angle DCA=\angle DAC\implies AD=CD.}
Também concluímos que
{\displaystyle {\begin{aligned}\angle DIA&=180^{\circ }-\angle AIB\\&=180^{\circ }-(180^{\circ }-\angle IAB-\angle IBA)\\&=\angle IAB+\angle IBA\\&=\angle IAC+\angle DAC\\&=\angle IAD\\\implies AD&=DI.\end{aligned}}}